# زبدين (ريف دمشق)
زبدين قرية في ناحية المليحة في منطقة مركز ريف دمشق في محافظة ريف دمشق. بلغ عدد سكانها 20000 نسمة عام 2004.